# Hezké chvilky bez záruky
Hezké chvilky bez záruky je český film natočený roku 2006 režisérkou Věrou Chytilovou. Snímek vypráví příběh psycholožky Hany, který je prokládán životními příběhy jejích pacientů. 
Jiří Brožek získal za střih tohoto filmu Českého lva za rok 2006.

## Obsazení
| Jana Janěková    | psycholožka Hana    |
| Jana Krausová    | galeristka Eva      |
| Boleslav Polívka | Dub                 |
| David Kraus      | Pavel, syn Evy      |
| Igor Bareš       | Karel, manžel Hany  |
| Martin Hofmann   | Petr, kamarád Pavla |